# Sidney Prescott
Sidney Prescott est un personnage de fiction et la principale protagoniste de la série de films d'horreur Scream (Frissons au Québec). Apparu pour la première fois dans Scream (1996), le personnage est interprété par l'actrice canadienne Neve Campbell. Sidney a été créée par le réalisateur Wes Craven et par le scénariste Kevin Williamson.
Le personnage apparaît dans les films Scream comme cible d'une série de tueurs portant tous un masque de fantôme, surnommé « Ghostface ». Dans chaque film, les tueurs assassinent des personnes liées à Sidney et la narguent au téléphone par des menaces ou en évoquant le meurtre de sa mère, la conduisant à une confrontation finale où le véritable tueur est révélé et tué. Jeune femme intelligente et débrouillarde, Sidney, en leur faisant face, devient de plus en plus forte au cours de la série, et finit par se résigner à la présence du Mal dans sa vie.
Neve Campbell a remporté le Saturn Award de la meilleure actrice en 1997 lors de la 23e cérémonie et le MTV Movie Awards de la meilleure actrice en 1998 pour son rôle dans Scream 2. Elle apparaît dans les quatre premiers volets de la saga comme héroïne centrale, puis dans le cinquième comme soutien de la nouvelle génération persécutée par Ghostface. Elle n'apparaît pas dans Scream 6 à la suite du refus de Neve Campbell de rempiler, insatisfaite du salaire qui lui est proposé. Elle revient finalement dans Scream 7.

## Choix de l'actrice
Le rôle de Sidney est d'abord proposé à Molly Ringwald, l'une des actrices préférées de Kevin Williamson. Elle décline l'offre disant qu'elle ne peut pas interpréter une lycéenne à l'âge de 27 ans. Le rôle est ensuite offert à Drew Barrymore mais celle-ci ne peut accepter, à la suite de conflits d'emploi du temps, et se porte volontaire pour jouer celui de Casey Becker, qui se fait assassiner au début du film. Alicia Witt, Brittany Murphy et Melissa Joan Hart auditionnent ensuite pour le rôle. La production a ensuite offert le rôle à Reese Witherspoon qui refusa et par la suite regretta son choix en voyant le succès qu'avait engendré le film dans le monde.
C'est finalement Neve Campbell qui obtient le rôle et le tient dans toute la saga. L'actrice accède dès lors à la célébrité.

## Doublage
Dans le premier Scream, c'est Sylvie Jacob qui s'occupe de doubler la voix de Sidney pour la version française ; le frère de Sylvie Jacob, Emmanuel Curtil, double aussi un personnage dans le film, Ghostface. Depuis Scream 2, c'est la comédienne Dominique Léandri qui se charge de doubler Sidney, toujours pour la version française. Au Québec, c'est la célèbre voix de Lisa Simpson, alias Lisette Dufour, qui s'occupe de doubler Sidney.

## Films

### Scream(1996)
Jeune fille de 17 ans, Sidney ne s'est pas encore remise du viol et du meurtre abominable de sa mère Maureen, un an plus tôt. Le cauchemar commence pour elle lorsqu'une nouvelle victime est retrouvée morte dans des conditions rappelant celles de la mort de sa mère. Elle sera attaquée plus tard par le même tueur de la première victime mais parviendra à s'échapper. On retrouve ensuite le masque du tueur chez Sidney. Son petit ami, Billy Loomis, se fait arrêter car il était sur les lieux de l'attaque mais est relâché. Ensuite, à la soirée film d'horreur chez un de ses amis, Stu Macher, le tueur apparaît encore une fois et assassine sa meilleure amie, Tatum, la sœur de Dewey Riley. Après que Sid a fait l'amour (sa première fois) avec son petit ami, ce dernier se fait poignarder par le tueur au masque. Elle parvient à se réfugier à l'extérieur mais assiste au meurtre de Kenny, le caméraman de Gale Weather, la journaliste qui avait fait un livre sur le meurtre de la mère de Sidney. Ensuite, manquant de se faire renverser par Gale, elle revient à la maison de Stu mais y découvre Dewey, poignardé dans le dos. Dans la maison, elle découvre que Billy, toujours vivant, était l'un des tueurs (l'autre était Stu) et ce dernier tire sur Randy, un autre ami, qui est amoureux de l'héroïne. Sidney apprend que sa mère avait provoqué le divorce des parents de Billy en embrassant le père du jeune homme. Gale essaie de sauver la situation mais se fait assommer par Billy alors qu'elle essaie de tirer avec un pistolet, mais le cran de sécurité était activé. Sidney en profite pour se cacher avec son père ligoté et tue Stu en lui balançant une télévision sur la tête. Ensuite, Billy tente de la poignarder mais Gale lui tire dessus. Sidney achève Billy d'une balle dans la tête. À la fin du film, les survivants sont Sidney, Gale, Dewey et Randy.

### Scream 2(1997)
Deux ans après les événements qu'elle a vécus à Woodsboro, Sidney est devenue étudiante au Windsor College. Son passé refait surface lors de la sortie de Stab, un film relatant les crimes de Woodsboro, décrits par Gale Weathers dans un livre : deux victimes sont assassinées en pleine salle de projection (une au toilettes et l'autre dans la salle). Sid redevient alors la cible des journalistes et d'un nouveau tueur.
 
Au début de ce deuxième film, Sidney semble avoir appris à vivre avec son passé. Mais lorsque le nouveau tueur sévit, elle ne sait plus à qui elle peut faire confiance. Elle semble malgré tout plus forte que dans le premier film.

### Scream 3(2000)
Alors que Stab 3 est en tournage à Hollywood, suite totalement imaginée de la saga inspirée des meurtres de Woodsboro, Cotton Weary est sauvagement assassiné avec sa fiancée. Les meurtres se succèdent alors parmi l'équipe du tournage. Le tueur semble vouloir faire sortir Sidney de l'endroit où elle s'est cachée depuis la seconde vague de meurtre.

Au début de ce film, Sid semble plus fragile que jamais. Hantée par des cauchemars, elle vit isolée dans une maison depuis laquelle elle travaille par correspondance, sans que personne sache où elle vit, mis à part son père. Mais lorsque le tueur retrouve sa trace, elle est forcée de sortir de sa cachette pour l'affronter.

À la fin du film, Sidney apparaît pour la première fois de la franchise en jupe, et tenue décontractée. Alors qu'elle s'apprête à regarder un film avec ses amis, la porte qu'elle verrouillait par un code en début de film s'ouvre, et après un instant d'hésitation, Sidney la laisse entrouverte, rejoignant ses amis. Elle semble alors totalement en paix.

### Scream 4(2011)
Scream 4 se déroule dix ans après les évènements de Scream 3. Sidney, devenue une célèbre autrice, retourne dans sa ville natale, Woodsboro, pour le lancement de son premier livre, Loin des ténèbres. Elle y retrouve Dewey et Gale qui sont désormais mariés, et sa cousine Jill. Mais malheureusement, Ghostface est de retour et semble vouloir s'attaquer à Jill et ses amies afin de la faire souffrir et l’anéantir.

### Scream(2022)
Dix ans après le second massacre de Woodsboro survenu dans Scream 4, Sidney décida de s'éloigner pour de bon de sa ville natale. Elle épousa Mark et eu trois enfants avec lui. Cependant, le passé la rattrapa une nouvelle fois lorsque Dewey l'informa de l'apparition d'un ou de plusieurs Ghostface à Woodsboro, elle suivit ces conseils (et son propre avis) et choisit de rester loin de la ville.
Malheureusement, cette nouvelle vague de meurtres pris une tournure plus que dramatique lorsque Ghostface assassina brutalement Dewey, désormais séparé de Gale Weathers. À l'annonce de ce meurtre, Sidney décida de retourner à Woodsboro afin d'aider Gale à venger Dewey ainsi que de protéger les adolescents de la ville et sa propre famille, surtout lorsqu'elle comprit qu'elle est liée à cette série d'attaques puisque la nouvelle cible principale de Ghostface n'est autre que Samantha Carpenter, la fille cachée de Billy Loomis, ex petit-ami de Sidney et premier meurtrier.
Après la révélation des tueurs, Sidney aida Sam à les combattre et à les arrêter une bonne fois pour toutes. Elle survécut à ses blessures, ainsi que Gale, Sam, Tara (la petite sœur de Sam) et Mindy et Chad (des amis de Tara). Sam lui demanda si elle pourrait un jour se remettre de ce qu'elle vient de vivre, Sidney lui répondit simplement par "Éventuellement". Une fois remise, Sidney laissa son passé derrière elle et quitta définitivement Woodsboro pour retrouver sa famille, afin d'y continuer une vie qu'elle espère plus paisible.
Dans cette opus elle a un rôle plus minime et n'arrive qu'à la fin du film.

### Scream 6(2023)
Pour la première fois de la franchise, Sidney Prescott n'apparaîtra pas dans le film, en raison d'un désaccord de salaire entre Neve Campbell et la Paramount Pictures[réf. nécessaire].